# Vleugelkomkommer
De vleugelkomkommer (Luffa acutangula) of teroi is een plant uit de komkommerfamilie (Cucurbitaceae).
Het is een eenjarige, eenhuizige klimplant met vijfkantige stengels met behaarde, drie- of meerdelige ranken. De bladeren zijn 10-25 cm groot en in omtrek hartvormig, toegespitst met drie tot vijf lobben met een gave rand. 
De vrouwelijke bloemen staan op een solitaire stengel samen met de mannelijke bloemen (in tot 35 cm lange, gesteelde trossen) in de bladoksels.
De vruchten zijn onrijp groen van kleur, langwerpig recht of gekromd van vorm, met tien gepunte lengteribben. Ze worden tot 60 cm lang en tot 12 cm breed. Het witte vruchtvlees is sponzig van consistentie en gevuld met vele 1 cm grote, witte of bruine zaden. Hoofdzakelijk worden zoete, naar komkommer smakende rassen geconsumeerd. Rijpe vruchten worden gelig, smaken bitter en zijn voor consumptie ongeschikt.
De soort stamt oorspronkelijk uit het noordwesten van India. De soort wordt wereldwijd veel in de (sub)tropen gekweekt.
De sponskomkommer (Luffa aegyptiaca) is een soort uit hetzelfde geslacht met eetbare vruchten.